# 麦甘霖
麦甘霖（Cameron Farquhar McRae，1873年2月3日—1954年1月23日)，美国圣公会传教士。
1873年2月3日，麦甘霖出生于美国北卡罗莱纳州沃伦县的沃伦顿（Warrenton），父亲是一位牧师，与他同名。他毕业于华盛顿哥伦比亚学院（今乔治·华盛顿大学）和弗吉尼亚神学院。
1899年，麦甘霖受美国圣公会差遣，前往中国传教，驻上海。他在中国建立了数座教堂。1901年，麦甘霖受命前往无锡，租到南门内槐树巷民房创办锡金圣公会。
1908年，麦甘霖与1905年来华，驻上海新闸地区爱文义路圣彼得堂的女传教士Sarah Nicoll Woodward结婚。他任教于上海圣约翰大学，又同时担任上海同仁医院（St. Luke’s Hospital）牧师。
1916年，麦甘霖在吴淞镇建造圣雅各堂。1925年，麦甘霖在上海法租界辣斐德路萨坡赛路口建造诸圣堂。1942年从圣公会江苏教区退休，离开上海回国（69岁），住在弗吉尼亚州。
1954年1月23日，麦甘霖在美国弗吉尼亚州里士满医院去世，享年80岁。安葬于弗吉尼亚州彼得斯堡的布兰福德公墓。有四个女儿，两个儿子。